# Fiat 693
Le Fiat 693 est le premier véritable un véhicule lourd de chantier, camion porteur et tracteur de semi-remorques, fabriqué par le constructeur italien Fiat V.I. de 1960 à 1970. 
Il fait partie de la très grande famille des camions lourds Fiat V.I. équipés de la cabine Fiat « baffo ».
Ce véhicule de chantier couvre la tranche lourde de transport de 30 à 72 tonnes.

## Le Fiat 693 en synthèse
Le marché des véhicules de chantier a toujours été particulier en Italie. Compte tenu du code de la route qui a permis à ce type de véhicules de circuler, jusqu'en 1974, avec 30 tonnes sur 3 essieux en 6x4. Les Fiat 693 étaient des véhicules adaptables, en version benne ou malaxeur avec systématiquement une pompe à béton. 
Doté du fameux moteur 6 cylindres en ligne Fiat 8210 de 13 798 cm3 de cylindrée, il disposait d'un couple maximum à seulement 900 tr/min.  
Conçu pour répondre aux exigences de toutes les missions extrêmes, même en tout terrain, pour des charges de 30 à 72 tonnes, ce camion se taillera une réputation jamais démentie de robustesse et de fiabilité.
Comme toute la gamme Fiat V.I. de l'époque, et cela jusqu'en 1974, la conduite est à droite pour le marché italien, à gauche pour l'exportation, sauf Grande-Bretagne. 
Décliné en porteur et tracteur uniquement en version 6x4, il restera plus de 10 ans avant d'être remplacé par le Fiat 697.
Il servira aussi de véhicule adapté pour transports exceptionnels.